# Caiyu
Caiyu (kinesiska: 采育, 采育镇) är en köping i Kina. Den ligger i Daxing i storstadsområdet Peking, i den norra delen av landet, omkring 35 kilometer sydost om stadskärnan. Antalet invånare är 34 073. Befolkningen består av 15 531 kvinnor och 18 542 män. Barn under 15 år utgör 8,0 %, vuxna 15-64 år 82 %, och äldre över 65 år 9,0 %.